# MG SA
Der MG SA ist ein Automodell von MG. Das Modell kam 1936 als Nachfolger des MG 18/80 Mark III in den Karosserievarianten Tourer, Limousine und Cabriolet auf den Markt. Die Fahrzeuge zählten zur oberen Mittelklasse.
Die Wagen haben einen Sechszylinder-Reihenmotor mit 2288 cm³ oder 2322 cm³ Hubraum und 78,5 bhp (58 kW), der die Hinterräder antreibt. Bereits 1939 wurde die Produktion ohne Nachfolger wieder eingestellt.

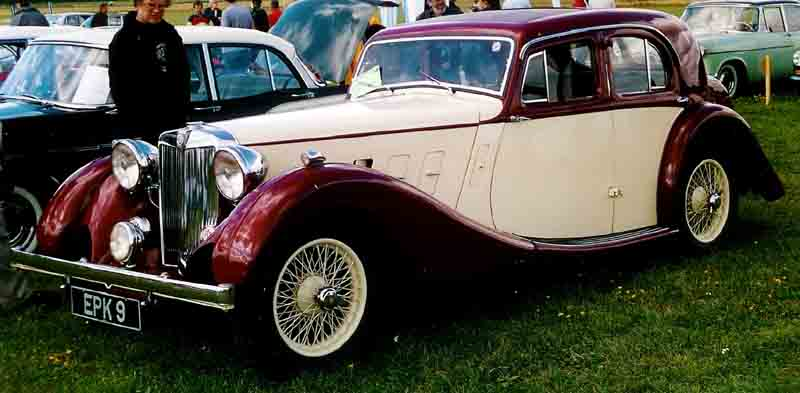
MG SA Saloon 1936
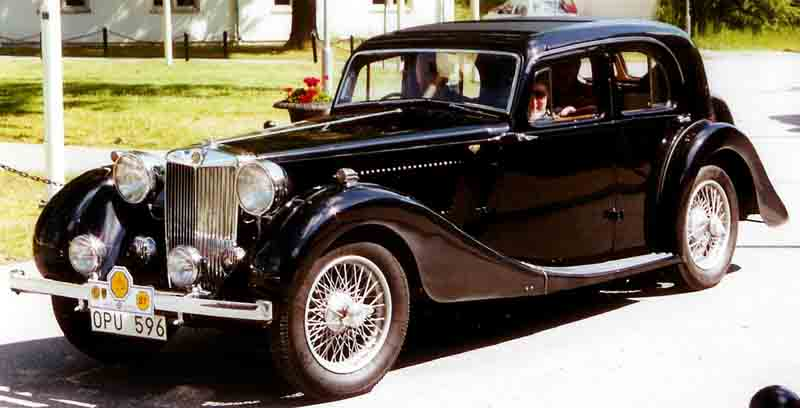
MG SA Saloon 1938
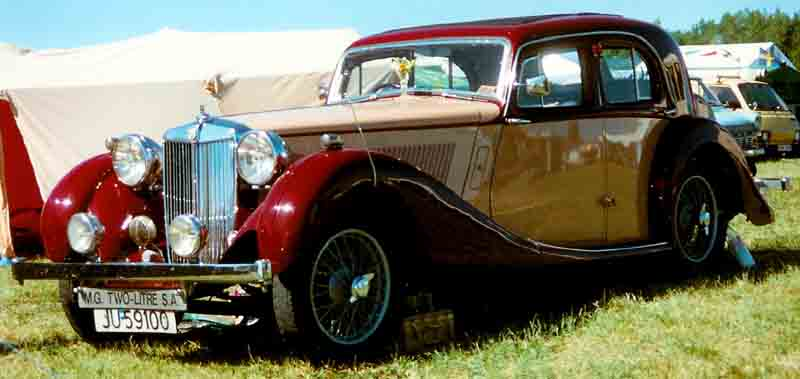
MG SA Saloon 1938
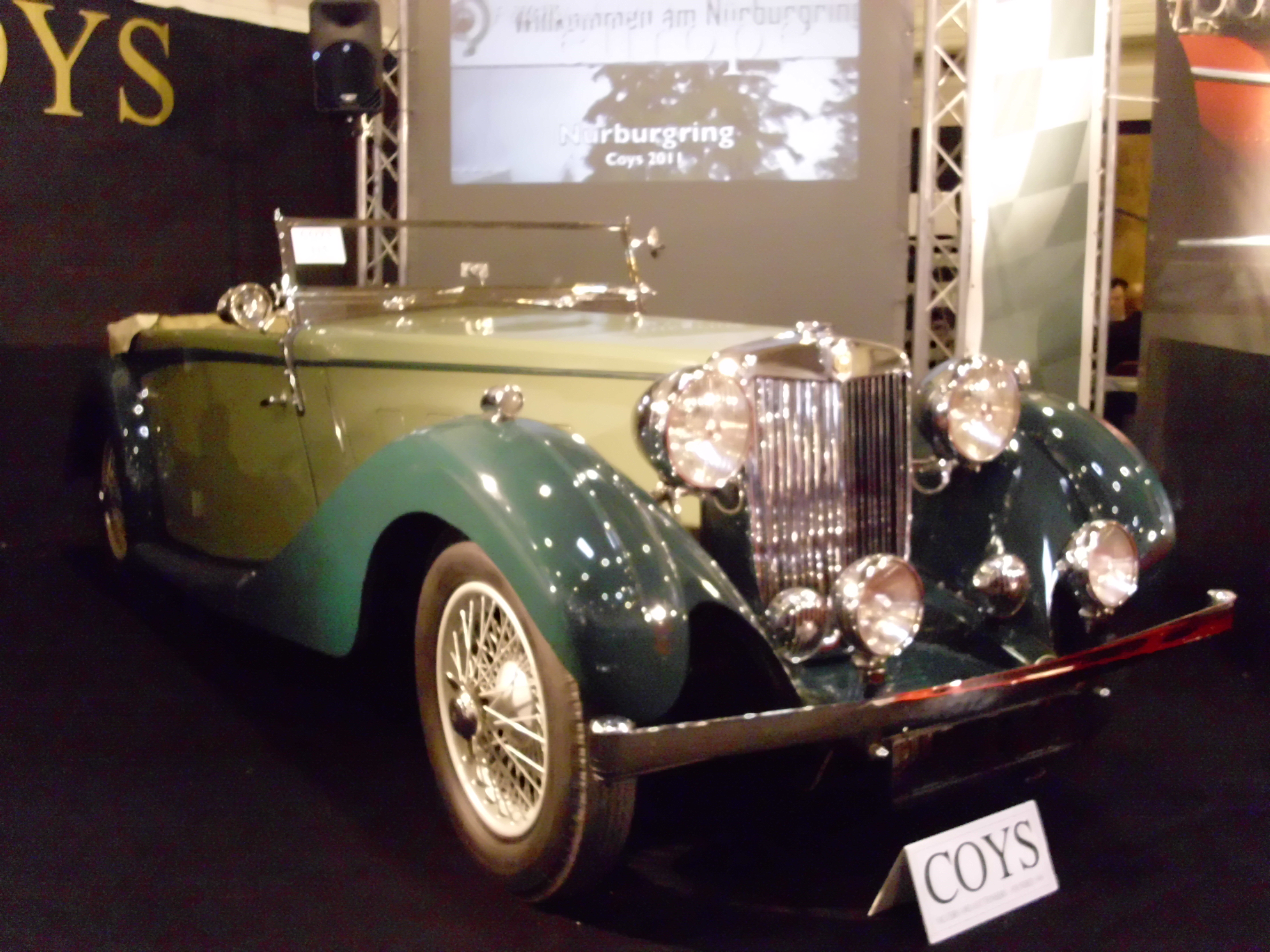
MG SA viertüriger Tourenwagen
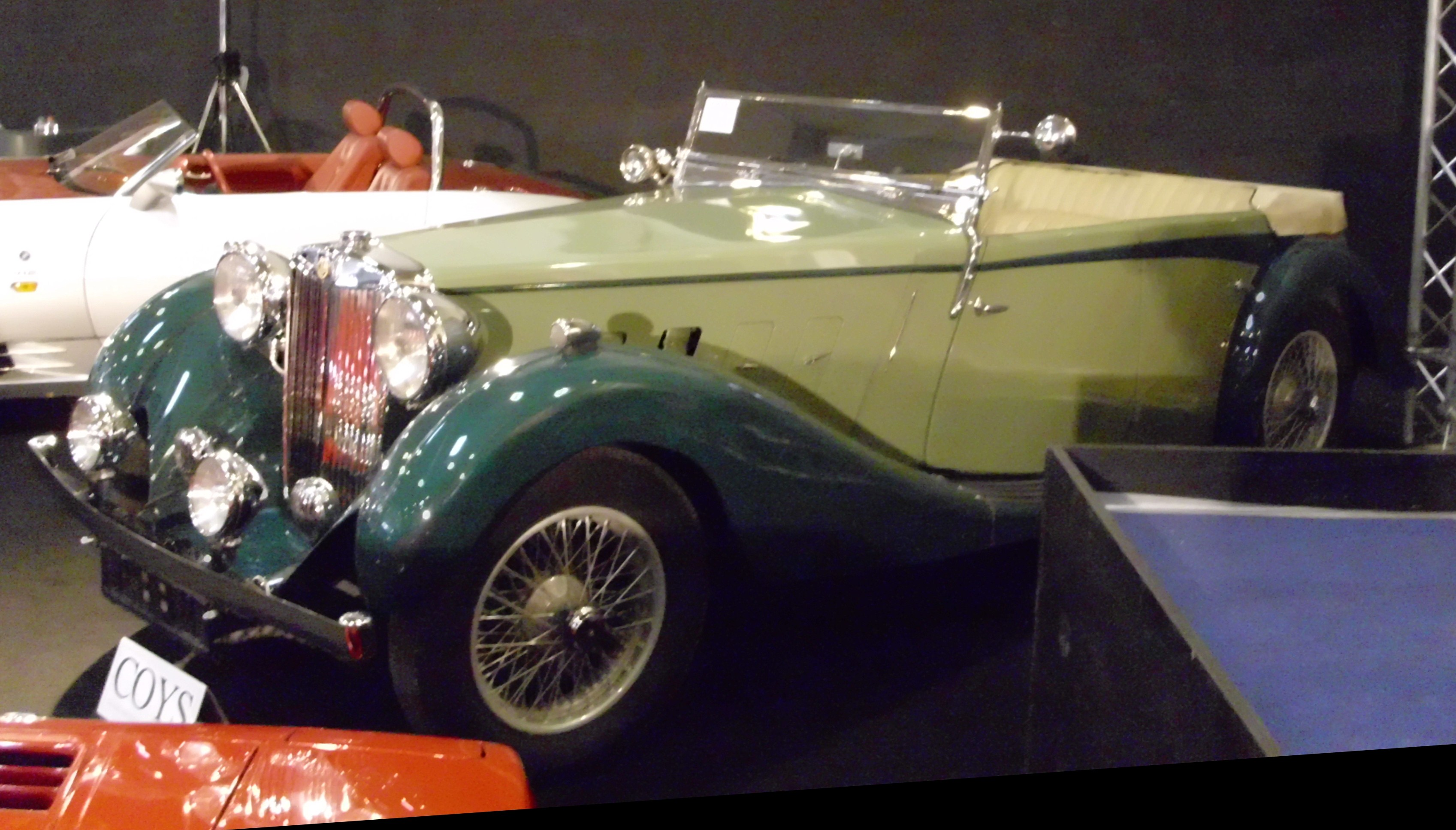
MG SA viertüriger Tourenwagen